# Кратность изменения
Диапазон изменения (Fold change) - это математическое значение описывающее как количественно разнятся данные между контрольной и исследуемой группой. Оно определено как диапазон между двумя значениями; для двух значений A и B диапазон изменения B в отношении A, есть {\displaystyle B/A}. Диапазон изменения часто применяют когда анализируют множество измерений биологической системы. Измерения производят в разные моменты времени для описания изменения диапазона между временными точками.
Наименование Fold change используется в соответствии с математическим словарём Коллинза, где "-fold" определено, как "раз" (times). "2-fold" - обозначает "2-times" (2 раза)
Fold change часто используется при анализе генной экспрессии РНК-секвенирования и на микрочипах для измерения изменения уровня экспрессии гена.
Недостаток такого вида измерения заключается в погрешности. Когда делитель A (B/A) близок к {\displaystyle 0} диапазон изменения может быть диспропорционально увеличен из-за шума данных.